# Jan Enjebo
Jan Lennart Enjebo (Solna, 14 febbraio 1958) è un ex cestista e allenatore di pallacanestro svedese.

## Palmarès

### Allenatore
- Coppa del Lussemburgo: 4

Etzella Ettelbruck: 2006
T71 Dudelange: 2009, 2012, 2013